# Natação no Campeonato Mundial de Esportes Aquáticos de 2024 - 400 m livre masculino

A prova dos 400 metros livre masculino da natação no Campeonato Mundial de Esportes Aquáticos de 2024 foi realizada no dia 11 de fevereiro de 2024 em Doha, no Catar.

## Formato da competição
A competição consiste em duas rodadas: eliminatórias e final. Os nadadores com os 8 melhores tempos nas baterias preliminares avançam a final. Desempates (swim-offs) são utilizados conforme necessário para quebrar os empates de avanço a próxima rodada.

## Cronograma
Todos os horários estão na hora local (UTC+3).
| Data            | Hora  | Evento        |
| --------------- | ----- | ------------- |
| 11 de fevereiro | 09:44 | Eliminatórias |
| 11 de fevereiro | 19:02 | Final         |

## Recordes
Antes desta competição, os recordes mundiais e do campeonato nesta prova eram os seguintes:
| Tipo                  | Atleta          | Tempo     | Local | Data                |
| --------------------- | --------------- | --------- | ----- | ------------------- |
|                       | Paul Biedermann | 3m 40s 07 | Roma  | 26 de julho de 2009 |
| Recorde do campeonato | Paul Biedermann | 3m 40s 07 | Roma  | 26 de julho de 2009 |

## Medalhistas
| Ouro                          | Prata                    | Bronze                 |
| Hwang Sun-woo · Coreia do Sul | Danas Rapšys · Austrália | Luke Hobson · Alemanha |

## Resultados

### Eliminatórias
Esses foram os resultados das eliminatórias. A prova foi realizada no dia 11 de fevereiro com início às 09:44.
| Pos. | Bateria | Raia | Nadador               | Nacionalidade            | Tempo   | Notas            |
| ---- | ------- | ---- | --------------------- | ------------------------ | ------- | ---------------- |
| 1    | 6       | 5    | Elijah Winnington     | Austrália                | 3:44.37 | Q                |
| 2    | 5       | 4    | Lukas Märtens         | Alemanha                 | 3:44.77 | Q                |
| 3    | 6       | 3    | Kim Woo-min           | Coreia do Sul            | 3:45.14 | Q                |
| 4    | 6       | 2    | Daniel Wiffen         | Irlanda                  | 3:45.52 | Q                |
| 5    | 5       | 3    | Felix Auböck          | Áustria                  | 3:45.53 | Q                |
| 6    | 5       | 5    | Guilherme Costa       | Brasil                   | 3:46.03 | Q                |
| 7    | 5       | 0    | Lucas Henveaux        | Bélgica                  | 3:46.15 | Q,               |
| 8    | 4       | 6    | Victor Johansson      | Suécia                   | 3:46.20 | Q,               |
| 9    | 4       | 5    | David Aubry           | França                   | 3:46.40 |                  |
| 10   | 5       | 7    | Zhang Zhanshuo        | China                    | 3:46.46 |                  |
| 11   | 5       | 8    | Kristóf Rasovszky     | Hungria                  | 3:46.77 |                  |
| 12   | 6       | 1    | David Johnston        | Estados Unidos           | 3:46.99 |                  |
| 13   | 6       | 8    | Fei Liwei             | China                    | 3:47.06 |                  |
| 14   | 6       | 0    | Matteo Ciampi         | Itália                   | 3:47.23 |                  |
| 15   | 6       | 6    | Antonio Djakovic      | Suíça                    | 3:47.81 |                  |
| 16   | 5       | 1    | Sven Schwarz          | Alemanha                 | 3:47.82 |                  |
| 17   | 6       | 4    | Ahmed Hafnaoui        | Tunísia                  | 3:48.05 |                  |
| 18   | 5       | 9    | Alfonso Mestre        | Venezuela                | 3:48.38 |                  |
| 19   | 3       | 5    | Krzysztof Chmielewski | Polónia                  | 3:48.71 |                  |
| 20   | 6       | 7    | Danas Rapšys          | Lituânia                 | 3:48.72 |                  |
| 21   | 4       | 9    | Khiew Hoe Yean        | Malásia                  | 3:49.14 |                  |
| 22   | 4       | 2    | Kregor Zirk           | Estónia                  | 3:49.34 |                  |
| 23   | 5       | 6    | Petar Mitsin          | Bulgária                 | 3:49.43 |                  |
| 24   | 5       | 2    | Marco De Tullio       | Itália                   | 3:49.44 |                  |
| 25   | 4       | 3    | Ahmed Jaouadi         | Tunísia                  | 3:49.85 |                  |
| 26   | 4       | 1    | Ilia Sibirtsev        | Uzbequistão              | 3:50.09 | Recorde nacional |
| 27   | 4       | 7    | Jon Joentvedt         | Noruega                  | 3:50.71 |                  |
| 28   | 4       | 8    | Lorne Wigginton       | Canadá                   | 3:50.91 |                  |
| 29   | 3       | 4    | Carlos Quijada        | Espanha                  | 3:52.86 |                  |
| 30   | 3       | 2    | Glen Lim Jun Wei      | Singapura                | 3:52.91 |                  |
| 31   | 4       | 4    | Vlad Stancu           | Roménia                  | 3:52.97 |                  |
| 32   | 3       | 1    | Dylan Porges          | México                   | 3:53.11 |                  |
| 33   | 3       | 6    | Juan Morales          | Colômbia                 | 3:54.22 |                  |
| 34   | 2       | 5    | Samuel Kostal         | Eslováquia               | 3:54.78 |                  |
| 35   | 6       | 9    | Logan Fontaine        | França                   | 3:55.60 |                  |
| 36   | 3       | 3    | Emir Batur Albayrak   | Turquia                  | 3:56.34 |                  |
| 37   | 3       | 7    | Sašo Boškan           | Eslovênia                | 3:56.38 |                  |
| 38   | 2       | 4    | Loris Bianchi         | San Marino               | 3:58.47 |                  |
| 39   | 3       | 9    | Rafael Ponce de León  | Peru                     | 3:59.63 |                  |
| 40   | 4       | 0    | Nguyễn Huy Hoàng      | Vietname                 | 4:02.13 |                  |
| 41   | 2       | 3    | Omar Abbass           | Síria                    | 4:03.21 |                  |
| 42   | 1       | 1    | Matheo Mateos         | Paraguai                 | 4:04.14 |                  |
| 43   | 2       | 2    | Nikola Gjuretanovikj  | Macedônia do Norte       | 4:04.76 |                  |
| 44   | 2       | 0    | Nasir Hussain         | Nepal                    | 4:05.65 |                  |
| 45   | 2       | 9    | Ridhwan Mohamed       | Quênia                   | 4:06.44 | Recorde nacional |
| 46   | 2       | 6    | Alberto Vega          | Costa Rica               | 4:06.89 |                  |
| 47   | 1       | 4    | Xavier Ventura        | El Salvador              | 4:07.35 |                  |
| 48   | 2       | 1    | Mal Gashi             | Kosovo                   | 4:08.51 |                  |
| 49   | 2       | 8    | Liggjas Joensen       | Ilhas Feroé              | 4:08.59 |                  |
| 50   | 3       | 0    | Tonnam Kanteemool     | Tailândia                | 4:09.41 |                  |
| 51   | 1       | 5    | Khaled Alotaibi       | Kuwait                   | 4:14.64 |                  |
| 52   | 1       | 7    | Mahmoud Abu Gharbieh  | Palestina                | 4:15.85 |                  |
| 53   | 3       | 8    | Ryan Barbe            | Marrocos                 | 4:16.08 |                  |
| 54   | 1       | 6    | Kaeden Gleason        | Ilhas Virgens Americanas | 4:17.52 |                  |
| 55   | 1       | 3    | Mohammed Al-Zaki      | Arábia Saudita           | 4:21.18 |                  |
| 56   | 1       | 2    | Mohamed Shiham        | Maldivas                 | 4:31.96 |                  |
| 57   | 2       | 7    | Gerald Hernández      | Nicarágua                | DNS     | DNS              |

### Final
A final foi realizada em 11 de fevereiro às 19:02.
| Pos.              | Raia | Nadador           | Nacionalidade | Tempo   | Notas            |
| ----------------- | ---- | ----------------- | ------------- | ------- | ---------------- |
| Medalha de ouro   | 3    | Kim Woo-min       | Coreia do Sul | 3:42.71 |                  |
| Medalha de prata  | 4    | Elijah Winnington | Austrália     | 3:42.86 |                  |
| Medalha de bronze | 5    | Lukas Märtens     | Alemanha      | 3:42.96 |                  |
| 4                 | 7    | Guilherme Costa   | Brasil        | 3:44.22 |                  |
| 5                 | 1    | Lucas Henveaux    | Bélgica       | 3:44.61 | Recorde nacional |
| 6                 | 8    | Victor Johansson  | Suécia        | 3:45.87 | Recorde nacional |
| 7                 | 6    | Daniel Wiffen     | Irlanda       | 3:46.65 |                  |
| 8                 | 2    | Felix Auböck      | Áustria       | 3:51.60 |                  |

Legenda
| Recorde mundial       | Recorde mundial (World record)               |                       | Recorde africano                      | Recorde africano (African) |                                           | Q | Classificado por posição (Qualified) |
| Recorde do campeonato | Recorde do campeonato (Championship record)  | Recorde da América    | Recorde da América (Americas)         | q                          | Classificado por melhor tempo (Qualified) |   |                                      |
| Melhor marca do ano   | Melhor marca do ano (World leading)          | Recorde asiático      | Recorde asiático (Asian)              | DNS                        | Não largou (Did not start)                |   |                                      |
| Recorde nacional      | Recorde nacional (National record)           | Recorde europeu       | Recorde europeu (European)            | DNF                        | Não terminou (Did not finish)             |   |                                      |
| Recorde pessoal       | Recorde pessoal do atleta (Personal best)    | Recorde da Oceania    | Recorde da Oceania (Oceania)          | DSQ / DQ                   | Desclassificado (Disqualified)            |   |                                      |
| Recorde da temporada  | Recorde da temporada do atleta (Season best) | Recorde sul-americano | Recorde sul-americano (South America) | NM                         | Sem marca (No mark)                       |   |                                      |